# بلوند (رمان)
بلوند (به انگلیسی: Blonde) یک رمان زندگی‌نامه‌ای   پرفروش محصول ۲۰۰۰ ایالات متحده آمریکا به نویسندگی جویس کارول اوتس است که برداشتی تخیلی از زندگی بازیگر آمریکایی مریلین مونرو را ارائه کرده‌است.
نویسنده اصرار دارد که رمان یک اثر تخیلی است و نباید آن را یک زندگی‌نامه دانست. این رمان نامزد نهایی جوایز پولیتزر (۲۰۰۱) و جایزه ملی کتاب (۲۰۰۰) بود.